# 東京都市大学付属小学校
東京都市大学付属小学校（とうきょうとしだいがくふぞくしょうがっこう）は、東京都世田谷区成城にある私立小学校である。東京都市大学の附属学校。

## 概要
1955年（昭和30年）に東横学園小学校として開校した。設置者は学校法人五島育英会であり東急グループに属する。幼稚園から大学までを結ぶ一貫教育の推進や国際理解教育への取り組みを特色とする教育活動を展開しており、創立者五島慶太 の教育に対する理念にもとづく建学の精神「健康で生命力の旺盛な体を作る。謙虚で清楚な風格を養う。科学的・計数的に物事を判断処理できる能力を培う。生命哀惜の風を養う。」のもとに教育目標を掲げている。 2009年4月、旧武蔵工業大学が東横学園女子短期大学と統合して東京都市大学と改称したことに伴い、本校も東京都市大学付属小学校に改称した。

### 教育
電子黒板を利用した授業が行われている他、5・6年生の算数授業において4クラスの習熟度別クラスを設置する。低学年の授業において「体験」科を設け、牛乳パック船づくりやタマネギのしぼり染め等を行なう。さらに4年生で月1回程度「食育」の授業を行い、2023年からはセルリアンタワー東急ホテル総料理長の福田順彦氏を講師に招いている。

### 学校行事
- 4月 - 入学式、京都・奈良修学旅行
- 5月 - 運動会
- 7月 - 5年生臨海学校
- 9月 - 1-4年生林間学校
- 10月（または11月） - 音楽発表会
- 1月 - 競書会
- 2月 - 6年生スキー教室(合宿)
- 3月 - 卒業式

## 沿革
- 1956年（昭和31年） - 世田谷区用賀に開校
- 1963年（昭和38年） - 新校舎落成、用賀から現在地へ移転
- 1965年（昭和40年） - スクールバスの運行を開始
- 1977年（昭和52年） - 特別教室・管理棟校舎落成
- 1984年（昭和59年） - コンピュータ学習を導入
- 1988年（昭和63年） - 算数習熟度別学習開始(5・6年)
- 1996年（平成8年） - 全教室に空調機器を設置
- 1997年（平成9年） - 隔週学校5日制を実施(継続中)
- 2009年（平成21年） - 東京都市大学付属小学校に改称、新校舎竣工

## クラブ活動
毎週水曜日の6時間目に4年生以上が参加、吹奏楽やドッジボールなどがある。

## 受賞
- 2000年（平成12年） - 全国学校合奏コンクール 小学校の部 全国最優秀賞受賞
- 2002年（平成14年） - 全国少年新春毛筆書道展 4年連続団体賞受賞
- 2003年（平成15年） - 全国学校合奏コンクール 7年連続東京都最優秀校、関東甲信越大会優秀賞 受賞
- 2005年（平成17年） - 明治神宮全国少年新春書道展団体賞受賞

## 交通アクセス
- 鉄道 - 小田急小田原線成城学園前駅（徒歩10分、または路線バス）
- 路線バス - 東京都市大付属小学校前停留所（小田急バス、東急バス）

## 著名な出身者
- 小夏・ひとみ・レイナ - チャイドルグループ
- 布川隼汰 - 俳優
- 三吉央起 - 元独立リーグ野球選手

### 系列校
- 東京都市大学
- 東京都市大学付属中学校・高等学校
- 東京都市大学等々力中学校・高等学校
- 東京都市大学塩尻高等学校
- 東京都市大学二子幼稚園